# Juárez (Coahuila)
Juárez è un comune del Messico, situato nello stato di Coahuila.